# Dirk van der Leck(e)
Dirk van der Leck(e) (Dirk van Polanen genoemd Van der Leck(e), ca. 1355 – na 1416), heer van Oud-Haarlem, Kralingen en Honingen, was een zoon van Jan II van Polanen (Jan van Polanen van der Leck), uit diens tweede huwelijk met Machteld van Rotselaer (van Brabant) (†1366), een bastaarddochter van Jan III van Brabant.

Dirk deelde met zijn broeders de bezittingen van hun overleden vader en verkreeg in 1379 daarbij de dorpen Castricum en Heemskerk met de grafelijke hofstede Oud-Haarlem. Dit ‘Huis te Heemskerk’ was door Jan II van Polanen gekocht, maar het kasteel werd grondig verwoest nadat het in 1351 belegerd was geweest door Dirk van Brederode in opdracht van graaf Willem V. De Polanens stonden in de Hoekse en Kabeljauwse Twisten aan de verkeerde kant en moesten uiteindelijk vluchten. Jan II van Polanen vertrok naar Breda waar hij het kasteel van Breda liet bouwen.
Dirk trouwde in 1388 met Gillisje van Kralingen. 
In 1393 werd Dirk met vele anderen verbannen in verband met de moord op Willem Cuser en Aleid van Poelgeest.
Op 22 maart 1404 gaf Dirk met twee van zijn broers bijstand aan graaf Engelbrecht van Nassau toen deze door huwelijk Breda had verworven; hij werd in 1405 en 1407 door graaf Willem opgeroepen in de strijd tegen Arkel.

## Kinderen
- Machteld Dircksdr. van der Lecke van Polanen  (1388 - 10 oktober 1430). Huwde in 1416 met Arend Willemszn van Gent (ca. 1379 - na 1455), heer van Hardinxveld, Nieuwerkerk, Giessendam en Papendrecht; kamerheer van graaf Willem VI van Holland, baljuw van de Alblasserwaard.

- Johan van der Leck (Jan van der Leck van Polanen, ook: Johan van Duivenvoorde) (ca. 1390 - 10 juli 1472), ambachtsheer van Oost-IJsselmonde,  heer van Castricum, Kralingen en Oud-Haarlem.

## Noot
1. ↑  Kasteel Oud-Haarlem, . Gearchiveerd op 7 februari 2023.